# Ganderbal
Ganderbal é uma cidade e uma notified area committee no distrito de Srinagar, no estado indiano de Jammu & Kashmir.

## Demografia
Segundo o censo de 2001, Ganderbal tinha uma população de 13 944 habitantes. Os indivíduos do sexo masculino constituem 53% da população e os do sexo feminino 47%. Ganderbal tem uma taxa de literacia de 52%, inferior à média nacional de 59,5%: a literacia no sexo masculino é de 66% e no sexo feminino é de 37%. Em Ganderbal, 12% da população está abaixo dos 6 anos de idade.